# Zachodniopruskie Muzeum Prowincjonalne w Gdańsku

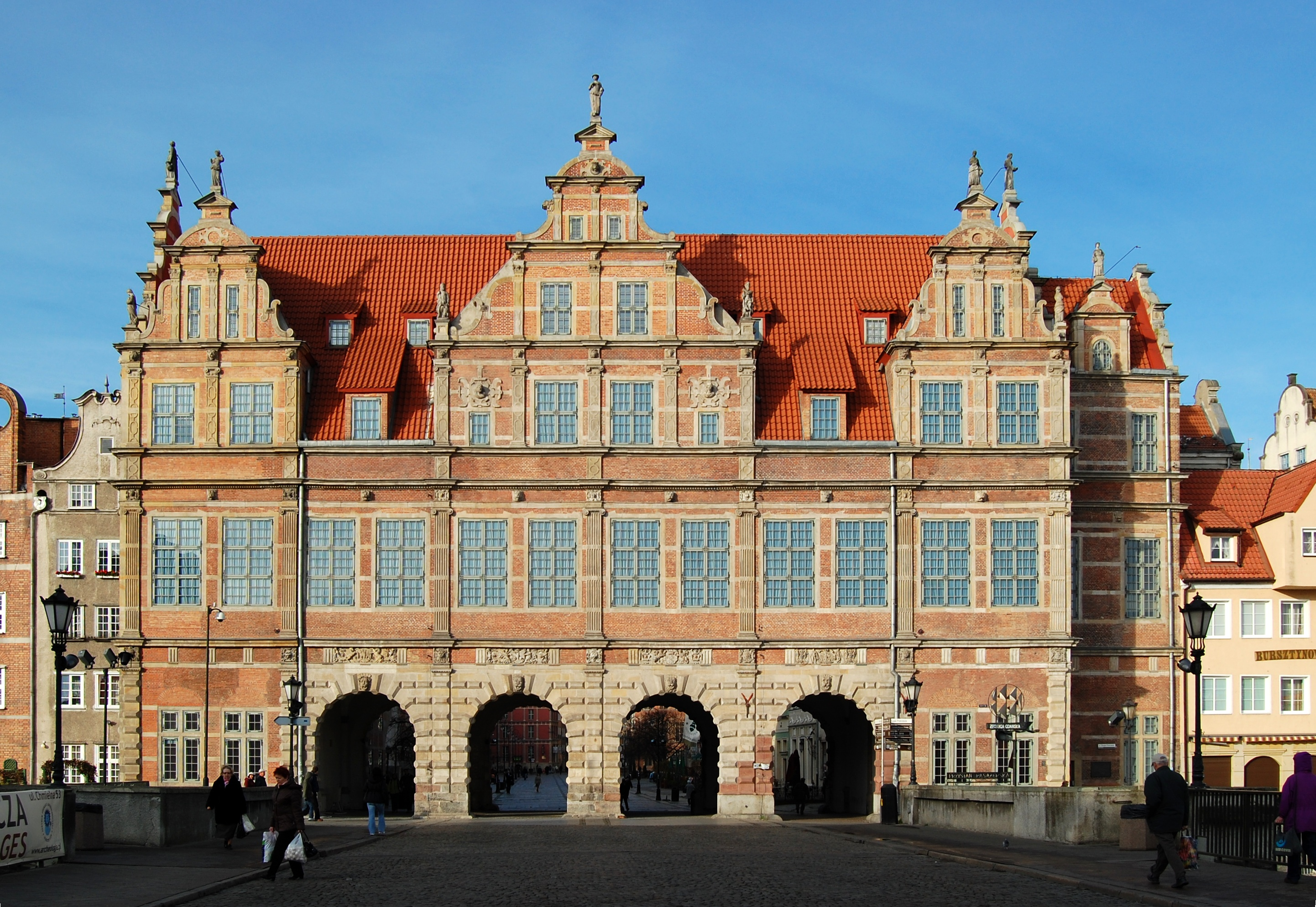
Brama Zielona, w której znajdywała się siedziba muzeum

Zachodniopruskie Muzeum Prowincjonalne w Gdańsku (od 1923 r. pod nazwą Państwowe Muzeum przyrodnicze i Prehistoryczne) (niem. Westpreußisches Provinzial Museum) – muzeum przyrodnicze i archeologiczne w Gdańsku, działające w latach 1880 - 1945.
Miało cztery działy tematyczne, prezentujące głównie znaleziska z Pomorza, a w przypadku fauny i flory także z Bałtyku: 
- geologiczno-paleontologiczny
- botaniczny
- zoologiczny
- prehistoryczny

Istniał też dział etnograficzny
Muzeum otwarto 18 IX 1880 r. na bazie zbiorów gdańskiego Naturforschende Gesellschaft (Towarzystwa Przyrodniczego). Założycielem był sejmik pruski, który też corocznie przeznaczał na działalność placówki dotację. Znaczną część kolekcji pozyskiwano od darczyńców - kolekcjonerów.
Grupowało kolekcje przekazane Towarzystwu, a później bezpośrednio muzeum, w tym:
- kolekcję Zachodniopruskiego Stowarzyszenia Botaniczno-Zoologicznego[1]
- kolekcję ptaków Karla Boecka[1]
- kolekcje zoologiczne J. Bernoulliego i J.T. Kleina[2]
- kolekcje owadów Brischkego i Kumma[2]
- zbiór zielników Klinsmanna[2]
- kolekcje archeologiczne Lissauera i Stumpfelda[2]
- kolekcję bursztynu Franza Menge[1] liczącą kilka tysięcy okazów[3].
- kolekcję bursztynu Otto Helma (5 tys. okazów, głównie z inkluzjami fauny i flory) przekazana muzeum w 1902 r[3].

Do bardzo znacznej rozbudowy zbiorów doprowadził pierwszy dyrektor muzeum Hugo Conwentz (1880-1910). Zbiory muzeum gdańskiego uważano za jedne z największych wśród muzeów regionalnych Niemiec. Kolekcja bursztynu (szacowana na minimum 13 tys. okazów, a być może nawet na kilkadziesiąt tysięcy) była najbogatszą, nie licząc kolekcji z muzeum królewieckiego, na świecie. Przy muzeum była bogata biblioteka specjalistyczna oraz laboratorium badawcze z aparaturą.
Siedzibą muzeum była Zielona Brama. W 1938 r. kolekcje przyrodnicze przeniesiono do Złotej Kamienicy, a w 1939 i 1940 r. Zieloną Bramę opuściły także zbiory archeologiczne, na bazie których założono przy ul. Nowe Ogrody Okręgowe Muzeum Przyrodnicze. Kolekcje przyrodnicze zostały zniszczone w trakcie II wojny światowej, podobnie jak archiwa muzealne i część zbiorów archeologicznych. Pozostała część została wcielona po wojnie do Muzeum Archeologicznego. Ze zbiorów bursztynu zachowała się znikoma część kolekcji Helma, ofiarowana w 1997 przez małżeństwo Krumbiegielów gdańskiemu Muzeum Archeologicznemu.
Dyrektorami muzeum byli: 
- Hugo Conwentz (1880–1910)
- Paul Kumm (1910–1922)
- Wolfgang La Baume (1923–1938)
- Kurt Langenheim (1938–1945)